# Gerd Konzag
Gerd Konzag (* 24. Oktober 1930 in Klettwitz; † 23. Februar 2024 in Halle (Saale)) war ein deutscher Sportpsychologe, Hochschullehrer und Basketballspieler.

## Leben
1953 gehörte Konzag zur gesamtdeutschen Basketballnationalmannschaft, die an der Europameisterschaft in Moskau teilnahm.
Auf Vereinsebene gewann er mit der Mannschaft der HSG Wissenschaft HU Berlin 1953 den Meistertitel in der Deutschen Demokratischen Republik. Nach seinem Studium in Berlin war Konzag ab Oktober 1954 an der Martin-Luther-Universität in Halle als Hochschullehrer und später als Professor für Sportpsychologie tätig. 1965 schloss er seine Doktorarbeit (Thema: „Untersuchungen über die Aufmerksamkeitsverhältnisse im Basketballspiel und im Fußballspiel“) und 1974 seine Promotion B (Thema: „Aufmerksamkeit und Sport: ein Beitrag zur theoretischen Grundlegung der Sportpsychologie“) ab.
Zusammen mit seiner ebenfalls als Hochschullehrerin arbeitenden Ehefrau Irmgard war er entscheidend daran beteiligt, dass die angehenden Sportlehrer an der Uni Halle in der Sportart Basketball ausgebildet wurden. Gemeinsam mit seiner Frau verfasste Konzag die Lehrbücher „Übungsformen für die Sportspiele: eine Übungssammlung für Basketball, Fußball, Handball, Volleyball sowie vorbereitende Spiele“ (1975), „Basketball spielend trainieren: das komplette Übungssystem“ (1991), „Fußball spielend trainieren: das komplette Übungssystem“ (1991) und „Volleyball spielend trainieren: das komplette Übungssystem“ (1992).
Neben dem Sportspiel (unter anderem in sportpsychologischen Zusammenhängen) standen auch das Themengebiet „Aufmerksamkeit und Sport“, die „Objektivierung und Bewertung sportlicher Leistungen, Leistungsvoraussetzungen und Lernprozesse“, der Begriff der Wahrnehmung im Sport im Mittelpunkt seiner Forschungstätigkeit. Laut Nachruf der Martin-Luther-Universität Halle-Wittenberg gehörte Konzag zu den „Pionieren, die in Deutschland das Fach Sportpsychologie als eigenständige Disziplin der Sportwissenschaft etablieren halfen.“
Von 1993 bis 1995 war er zweiter Vorsitzender der Arbeitsgemeinschaft für Sportpsychologie in Deutschland (ASP). Noch im Alter von über 75 Jahren spielte er Basketball. Ende Mai 2019 wurde er mit der Goldenen Ehrennadel der ASP ausgezeichnet.